# Campo di misura
Il campo di misura è l'insieme dei valori di una grandezza fisica su cui uno strumento può fare una misura. In alcuni testi il campo di misura è anche chiamato portata, in altri viene fatta coincidere con il concetto di scala.
Il campo di misura si esprime nell'unità ingegneristica del misurando, indicando il limite più basso (portata minima) e più alto (portata massima) dei valori misurabili, esempio: un termometro con campo di misura -20/+100 °C.
A volte, quando il valore più basso corrisponde allo "0" si indica solo il valore più alto (in tal caso si parla solo di "portata" dello strumento), esempio: quando si dichiara un voltmetro con portata di 100 V, si intende che il suo campo di misura va da 0 V a 100 V.

## Campo nominale
Di uno strumento normalmente viene dichiarato il campo nominale di misura, vale a dire il campo di misura entro il quale il medesimo assicura le caratteristiche dichiarate dal costruttore (es. precisione, riproducibilità, affidabilità, accuratezza, ecc..).
Questo non preclude che alcuni strumenti possano fare misure anche fuori dal loro campo nominale, sacrificando però alcune sicurezze. Ad esempio potremmo effettuare misure appena fuori del campo nominale di un trasduttore accettando una riduzione della precisione di misura o anche un deterioramento dello strumento.
Un esempio estremo sono i trasduttori di misura lineari tipo LVDT, che possono presentare evidenti tre campi di "lavoro" distinti:
1. un campo meccanico (corsa meccanica), nel quale il trasduttore può lavorare senza rompersi, ma che non assicura sempre una variazione del segnale d'uscita; pertanto, all'interno di questo campo, non funziona sempre da strumento di misura (vedasi definizione di trasduttore.
2. un campo elettrico (corsa elettrica), parte del campo meccanico dove il segnale d'uscita varia al variare del misurando (pertanto lo strumento funziona come vero trasduttore), ma non sono assicurate le caratteristiche di precisione nominali del costruttore.
3. un campo nominale di misura (corsa nominale), parte del campo elettrico dove il trasduttore rispetta le specifiche dichiarate (es. precisione, sensibilità, ecc..).

Per un trasduttore LVDT con campo nominale da 100 mm si potrebbe così avere:
- un campo nominale di misura da 100 mm;
- un campo elettrico da 120 mm;
- un campo meccanico da 150 mm.

In questo esempio, fermo restando che non si può usare lo strumento per corse superiori a 150 mm (pena la distruzione immediata dello strumento), si potrebbe magari misurare valori di 100-115 mm accettando un degrado della precisione di misura (specificamente per errori di linearità). Mentre, solo all'interno della corsa nominale si può essere confidenti delle indicazioni metrologiche nominali dichiarate dal costruttore.

## Strumenti multiscala
Moltissimi strumenti odierni sono resi più flessibili dalla possibilità di variare il campo di misura, in modo da meglio adattarlo alle necessità pratiche della misura. Questi si definiscono strumenti multiscala.
Indipendentemente dal fatto che molti di questi dispongono di sistemi variazione automatica della scala (es. l'autorange dei multimetri), bisogna tenere presente il concetto che in realtà lo strumento dispone di diversi campi di misura, su cui si deve fare considerazioni differenti a seconda dell'applicazione.
Riprendendo l'esempio di un multimetro, ci potremmo chiedere con che precisione potremmo fare delle letture con un voltmetro con portata da 300 V e classe "1".
Ad una prima analisi si potrebbe assegnare un'incertezza di misura di 3 V; pochi se si deve controllare la tensione di rete (220-240 V) ma troppo elevata se si deve controllare la carica di una batteria (1,4-1,6 V).
Analizzando però il manuale si potrebbe scoprire che lo strumento dispone di diverse scale (tipicamente 300 mV, 3 V, 30 V, 300 V), e quando si va a misurare tensioni intorno a 1,5 V la scala selezionata è quella dei 3 V, portando l'incertezza di misura ad un adeguato 0,03 V.